# Трентола-Дучента
Трѐнтола-Дучѐнта (на италиански: Trentola-Ducenta) е град и община в Южна Италия, провинция Казерта, регион Кампания. Разположен е на 68 m надморска височина. Населението на общината е 18 039 души (към 2010 г.).